# Milena Knežević
Milena (Knežević) Raičević (Podgorica, 12. ožujka 1990.), crnogorska rukometašica koja igra na poziciji središnje vanjske igračice. Od 2007. igra za ŽRK Budućnost. Visoka je 178 cm. Osvojila je broncu na juniorskom SP 2010., a za seniorsku reprezentaciju debitirala je na EP 2010.
- crnogorsko prvenstvo: 2007, 2008., 2009., 2010., 2011, 2012, 2013, 2014, 2015, 2016, 2017, 2018, 2019.
- crnogorski kup: 2007, 2008., 2009., 2010., 2011, 2012, 2013, 2014, 2015, 2016, 2017, 2018, 2019.
- Liga prvaka: 2012, 2015.
- Kup pobjednika kupova: 2010.